# بوني (باكينجهامشير)
بوني (بالإنجليزية: Boveney)‏ هي قرية تقع في المملكة المتحدة في باكينجهامشير.